# Carles Gil
Carles Gil de Pareja Vicent (Valencia, 22 november 1992) is een Spaans voetballer die bij voorkeur als aanvaller speelt. Hij tekende in januari 2015 een contract tot medio 2019 bij Aston Villa, dat hem overnam van Valencia.

## Clubcarrière
Gil stroomde in 2012 door vanuit de jeugd van Valencia. Dat verhuurde hem op 7 augustus 2012 aan Elche CF. Daarmee debuteerde Gil op 19 augustus 2012 in de Segunda División, in een wedstrijd tegen SD Ponferradina. Hij scoorde meteen bij zijn debuut. Eén week later scoorde Gil opnieuw, tegen Hércules CF. In zijn eerste seizoen speelde hij 31 competitieduels en scoorde hij vier keer. Elche behaalde promotie naar de Primera División. Valencia verhuurde Gil daarop nog een seizoen aan de promovendus. Daarmee debuteerde Gil zodoende ook in de Primera División, in een wedstrijd tegen Rayo Vallecano op 19 augustus 2013.

## Interlandcarrière
Gil debuteerde op 9 september 2013 voor Spanje -21 tegen Albanië -21. Hij viel na 69 minuten in voor Álvaro Morata, die met zijn doelpunt een aandeel had in de 4-0 zege. Vier minuten nadat hij op het veld was gekomen leverde Gil een assist af voor Jesé Rodríguez.

## Erelijst
| Kampioen Segunda División | 1× | 2012/13 |

1 Parreño ·
4 Martinez ·
5 Barcia ·
6 Petxarroman ·
7 Pérez  ·
8 Villares ·
9 Barbero · 
10 Hernández ·
11 Álvarez ·
12 Mfulu ·
13 Puerto ·
14 Herrera ·
15 Vázquez ·
16 Gauto ·
17 Mella ·
18 Escudero ·
19 Sánchez ·
20 Ángel ·
21 Soriano ·
22 Rama ·
23 Navarro ·
24 Bouldini ·
25 Leite ·
28 Patino ·
33 Obrador ·
Coach: Idiakez